# ロイヤル・ヨルダン航空
ロイヤル・ヨルダン航空（ロイヤル・ヨルダンこうくう、英称:Royal Jordanian Airlines、 アラビア語:الملكية الأردنية）は、ヨルダンの航空会社である。

## 概要
ヨルダン・ハシミテ王国の首都のアンマンに本社を置き、クィーンアリア国際空港を本拠地にしている。ヨルダンのフラッグ・キャリアであり、その名に「ロイヤル」を冠している。なお、旧名称は「アリア・ヨルダン航空 (Alia)」だったが、これはアリア王妃の名をとって名付けられた名称であった。
アラブ航空会社機構 (Arab Air Carriers Organization) の一員であり、同機構の加盟会社が作っているアラベスク航空アライアンスのメンバーでもある。2007年からワンワールドにも加盟している。

なお、航空券の座席予約システムのCRSは、アマデウスITグループが運営するアマデウスを利用している。

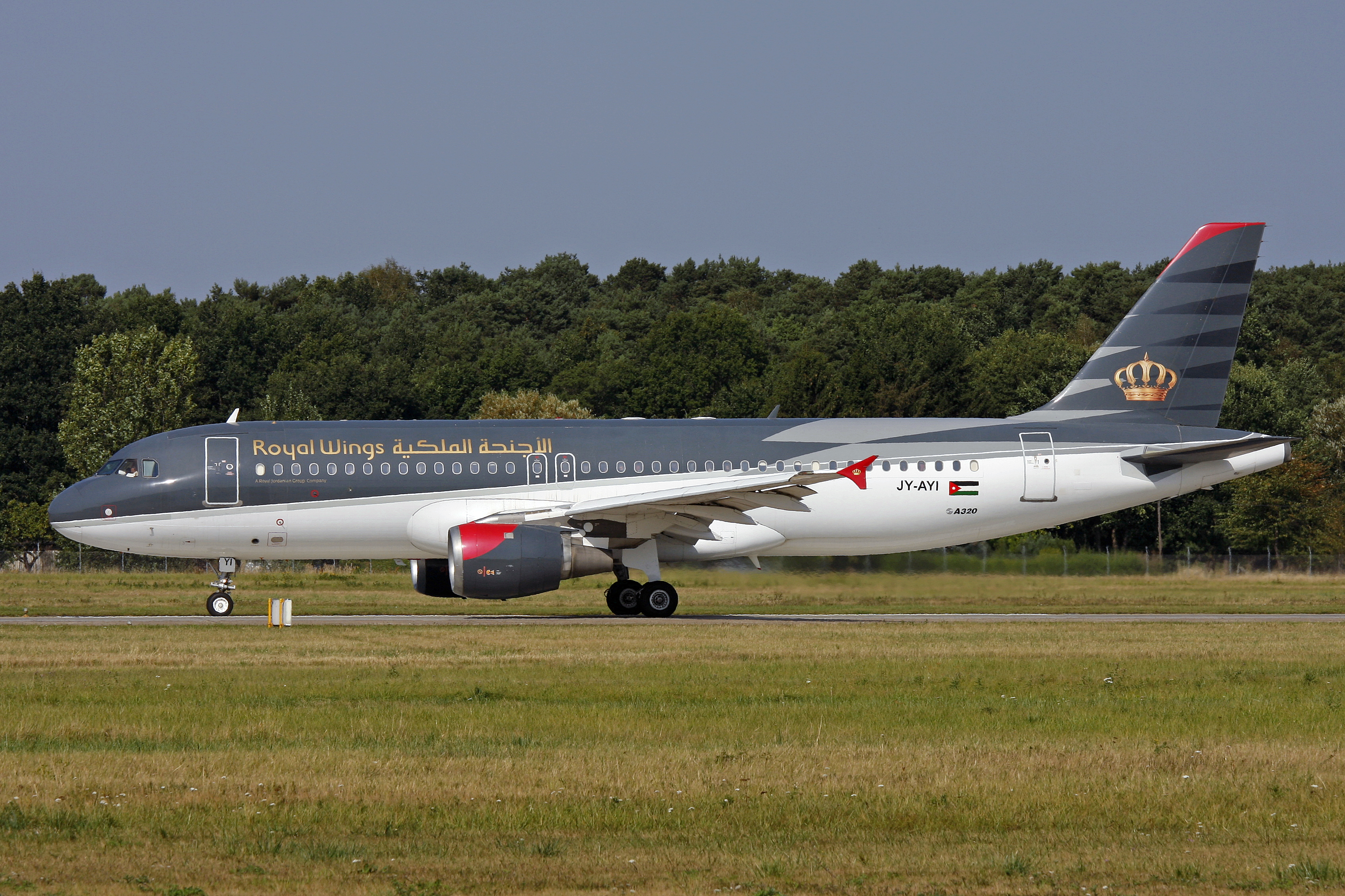
ロイヤル・ウイングス

## 歴史
- 1963年に、当時のヨルダン王国の国王であったフセイン1世によって設立された。ただし、当時の社名は、王妃の名を冠したアリア・ヨルダン航空であった。
- 1963年の年末頃に、カイロとクウェートが最初の就航地に選ばれた。
- 1965年にカラベル10Rを3機導入にするに当たり、ローマに就航した。週末だけの運航ではあったものの、これが初めてのヨーロッパ進出であった。
- 1966年に、IATAに加入した際に、ロンドンとパリに路線を拡大した。アリア・ヨルダン航空は、1960年代後半から1970年代にかけて、路線ネットワークを中東各地からヨーロッパ・東南アジア方面へと拡大した。
- 1977年にアメリカ大陸初進出のニューヨーク線を開設し、さらにその2年後にはヒューストン線も開設した。
- 1986年に、アリア・ヨルダン航空は「ロイヤル・ヨルダン航空 (Royal Jordanian)」に社名変更をした。
- その後の2001年2月5日には、社名を「Alia – The Royal Jordanian Airlines Company」と改めたものの、既にロイヤル・ヨルダン航空の名称が定着していたため、社名はすぐにまた「ロイヤル・ヨルダン航空」に戻された。
- 1996年には、チャーター部門を独立させてロイヤル・ウイングス（英語版）社を設立した。
- 2007年にワンワールドに加盟した。これが中東の航空会社としては、世界規模の航空連合へ加盟した最初の事例である。2013年にワンワールドに加盟したカタール航空と共に、西アジア地域におけるワンワールドの中心的メンバーとなっている。
- エア・ベルリンのマイレージプログラム「トップボーナス」と提携を開始した[2]。
- 2012年6月17日、エアバスA321を受領した。機体には、ヨルダン西部の都市「マダバ」にちなんだ愛称をつけた。

- 2014年8月、ボーイング787-8を受領した[3]。9月1日のロンドン/ヒースロー線で営業運航を開始した。

- 2015年9月21日、ターキッシュエアラインズとコードシェアを開始[4]。
- 2017年2月6日、アリタリアとコードシェア提携を開始[5]。
- 2017年8月1日、オマーン航空とコードシェアを開始[6]。
- 2018年4月1日、カタール航空とのコードシェアを開始[7]。
- 2019年2月15日、エティハド航空とコードシェアを開始[8]。
- 2019年8月5日、ロイヤル・エア・モロッコとコードシェア提携を開始した[9]。

## 就航都市
約45都市に就航し、約60路線を運航している。コロナウイルスによる運休前は、バンコク経由で香港に乗り入れていたが、コロナ後には東アジアには乗り入れていない。
| 地域        | 国               | 都市                                                         |
| ----------- | ---------------- | ------------------------------------------------------------ |
| ヨルダン    | ヨルダン         | アンマン(ハブ空港)、アカバ                                   |
| 北 米       | アメリカ合衆国   | ニューヨーク/JFK、ワシントン/ダレス、シカゴ、デトロイト      |
| 北 米       | カナダ           | トロント、モントリオール                                     |
| 欧 州       | スウェーデン     | ストックホルム                                               |
| 欧 州       | イギリス         | ロンドン/ヒースロー、ロンドン/スタンステッド、マンチェスター |
| 欧 州       | フランス         | パリ/シャルル・ド・ゴール、リヨン                            |
| 欧 州       | イタリア         | ローマ/フィウミチーノ、ミラノ                                |
| 欧 州       | スペイン         | マドリード、バルセロナ                                       |
| 欧 州       | トルコ           | アンタルヤ、イスタンブール                                   |
| 欧 州       | キプロス         | パフォス、ラルナカ                                           |
| 欧 州       | ベルギー         | ブリュッセル                                                 |
| 欧 州       | スイス           | チューリッヒ、ジュネーブ                                     |
| 欧 州       | ロシア           | モスクワ/ドモジェドヴォ                                      |
| 欧 州       | オランダ         | アムステルダム                                               |
| 欧 州       | ギリシャ         | アテネ                                                       |
| 欧 州       | ドイツ           | フランクフルト、デュッセルドルフ、ベルリン/ブランデンブルク  |
| 中 東       | サウジアラビア   | ジェッダ、リヤド、ダンマン、マディーナ、ウラ－               |
| 中 東       | アラブ首長国連邦 | アブダビ、ドバイ                                             |
| 中 東       | シリア           | ダマスカス、アレッポ                                         |
| 中 東       | イスラエル       | テルアビブ                                                   |
| 中 東       | オマーン         | マスカット                                                   |
| 中 東       | レバノン         | ベイルート                                                   |
| 中 東       | クウェート       | クウェート                                                   |
| 中 東       | イラク           | バスラ、バグダッド、アルビール、スライマーニーヤ             |
| 中 東       | バーレーン       | バーレーン                                                   |
| 中 東       | カタール         | ドーハ/ハマド                                                |
| ア ジ ア    | タイ             | バンコク/スワンナプーム                                      |
| ア ジ ア    | インド           | ムンバイ、デリー                                             |
| ア フ リ カ | リビア           | ベンガジ、ミティガ                                           |
| ア フ リ カ | チュニジア       | チュニス                                                     |
| ア フ リ カ | エジプト         | カイロ、シャルム・エル・シェイク                             |
| ア フ リ カ | アルジェリア     | アルジェ                                                     |
| ア フ リ カ | モロッコ         | カサブランカ                                                 |

上日本には、東京国際空港や関西国際空港、福岡空港などにチャーター便で乗り入れた事も有ったが、定期乗り入れは実現していない。

## 機材
同社が発注したボーイング社製航空機の顧客番号（カスタマーコード）はD3で、航空機の形式名は747-2D3B などである。

### 運用中の機材
| 機材                 | 保有数 | 発注数 | 座席数 | 座席数 | 座席数 | 備考                   |
| 機材                 | 保有数 | 発注数 | C      | Y      | 計     | 備考                   |
| -------------------- | ------ | ------ | ------ | ------ | ------ | ---------------------- |
| エアバスA320-200     | 7      | -      | 16     | 120    | 136    |                        |
| エアバスA320-200     | 7      | -      | 12     | 138    | 150    |                        |
| エアバスA320-200     | 7      | -      | -      | 180    | 180    |                        |
| エアバスA320neo      | 6      | 14     | 12     | 138    | 150    |                        |
| エアバスA320neo      | 6      | 14     | -      | 180    | 180    |                        |
| エアバスA321neo      | -      | 14     | 未定   | 未定   | 未定   | 2025年より運航開始予定 |
| エアバスA321-200     | 2      | -      | 20     | 142    | 162    |                        |
| ボーイング787-8      | 7      | -      | 24     | 246    | 270    |                        |
| ボーイング787-9      | -      | 6      | 未定   | 未定   | 未定   |                        |
| エンブラエル E175    | 2      | -      | 12     | 60     | 72     |                        |
| エンブラエル E190-E2 | 4      | -      | 12     | 82     | 94     |                        |
| エンブラエル E195    | 1      | -      | 12     | 92     | 104    |                        |
| エンブラエル E195-E2 | 4      | -      | 12     | 110    | 122    |                        |
| 貨物機材             |        |        |        |        |        |                        |
| エアバスA321-200P2F  | 1      | -      | 貨物   | 貨物   | 貨物   |                        |
| 計                   | 34     | 20     |        |        |        |                        |

- エアバスA320-200
- エアバスA321-200
- ボーイング787-8
- エンブラエル E175
- エンブラエル E195

### 退役機材
- エアバスA310-200/300
- エアバスA319-100
- エアバスA330-200
- エアバスA340-200
- ボーイング707-320C
- ボーイング720B
- ボーイング727-200
- ボーイング747-200B/200M
- ボンバルディア DHC-8-Q400
- ダグラス DC-6
- ダグラス DC-7
- フォッカー F27
- フォッカー F28
- ハンドレページ ダートヘラルド
- ロッキード L-1011-500 トライスター
- シュド・カラベル
- ビッカース バイカウント

- エアバスA310-300
- エアバスA310-300F
- エアバスA319-100
- エアバスA319-100（ワンワールド塗装）
- エアバスA330-200
- エアバスA340-200
- ボーイング707-300C
- ボーイング727-200
- ボーイング747-200B
- ロッキード L-1011 トライスター

## 機内サービス
全ての便で「クラウンクラス」と呼ばれるビジネスクラスと、エコノミークラスの2クラスが設けられている。ビジネスクラスの機内食は、コース料理が提供されている。一方でエコノミークラスの機内食は、中距離線にはフルミール、短距離線では軽食を提供して、差別化が図られている。また、各座席にはパーソナルテレビが設置されており、100を超える映画や音楽やラジオの他に、ゲームを楽しめる。
なお、ヨルダンの国教はイスラム教だが、機内では酒類の提供も実施している。さらに、ヨルダン国内では、2019年現在もビールなどが製造されている。機内では、ヨルダン産のワインを始めとして、シャンパンやビールの他に、リキュールなども取り揃えられている。

## 主な事故
- カノ航空惨事
- アガディール航空惨事
- アリア＝ロイヤル・ヨルダン航空600便墜落事故